# Wishes
Pour les articles homonymes, voir Wishes (homonymie).
 (juin 2014).
Si vous disposez d'ouvrages ou d'articles de référence ou si vous connaissez des sites web de qualité traitant du thème abordé ici, merci de compléter l'article en donnant les références utiles à sa vérifiabilité et en les liant à la section « Notes et références ».
Wishes est un spectacle de feux d'artifice présenté dans les parcs Magic Kingdom entre 2003 et 2017 et Parc Disneyland de 2005 pour le 50e anniversaire de Disneyland, à 2007. Le spectacle a été conçu par Walt Disney Creative Entertainment pour remplacer le spectacle Fantasy in the Sky. Les artistes sont les mêmes que pour Remember : Steven Davison (directeur créatif) et Eric Tucker (concepteur pyrotechnique). Il met en scène la Fée bleue et Jiminy Cricket avec des fusées classiques, des projections d'images et des lasers sur le château de chacun des parcs.

## Spectacles

### Magic Kingdom
La première représentation a eu lieu en octobre 2003, peu après les 32 ans du parc. Le spectacle avait pour but de remplacer Fantasy in the Sky comme Believe... There's Magic In The Stars l'avait fait à Disneyland. Le thème du spectacle était de créer des émotions parmi les visiteurs. Le feu d'artifice fut rapidement un succès et le thème principal devint l'hymne officiel du parc en même temps que la base musicale de Remember... Dreams Come True, créé en 2004 pour remplacer, à Disneyland, Believe, devenu impopulaire. En 2005, le spectacle a été décliné en deux versions spéciales, l'une pour Halloween et l'autre pour Noël, à l'image de la version de noël de Believe. Ces déclinaisons ajoutent en plus des feux d'artifice en d'autres lieux du parc que la place centrale.
- Première représentation : 9 octobre 2003
- Conception : Walt Disney Creative Entertainment, Steven Davison
- Durée : 12 min
- Déclinaisons :
  - HalloWishes à partir d'octobre 2005
  - Holiday Wishes à partir de fin novembre 2005.
- Spectacle précédent : Fantasy in the Sky

Source : allearsnet.com

#### Wishes: A Magical Gathering of Disney Dreams

Logo Disney Wishes.

La version de base de Wishes, nommée Wishes : A Magical Gathering of Disney Dreams, est présentée par Jiminy Cricket et la Fée Bleue. Elle raconte les souhaits de certains personnages de Disney, bon ou mauvais. Le château de Cendrillon sert d'écran pour les lasers. L'« écran » est de couleur bleue, luisant la majeure partie du spectacle lorsque les gentils personnages font leurs souhaits tandis que des couleurs rouge et orange l'illumine pour les méchants. La couleur gris-bleu des murs du château permet ce système. Le spectacle débute par la chanson principale puis Jiminy Cricket prend la parole. Avec la Fée Bleu, il décide d'écouter les souhaits des personnages Disney. Les gentils de Disney font alors leurs vœux suivis des méchants, avant le bouquet final.
Les voix utilisées incluent : Jiminy Cricket, la Fée bleue et Pinocchio, Blanche-Neige et la Méchante Reine, Cendrillon, Peter Pan, Ariel, Aladdin et le Génie, et la Fée Clochette. 
Les extraits de chansons incluent : Blanche-Neige et les Sept Nains (1937), Pinocchio (1940), Fantasia (1940), Cendrillon (1950), Peter Pan (1953), La Belle au bois dormant (1959), La Petite Sirène (1989), La Belle et la Bête (1991), Aladdin (1992), et Hercule (1997).

#### HalloWishes
Cette version nommée Happy HalloWishes: A Grim Grinning Ghost Spooktacular in the Sky a débuté le 30 septembre 2005, à l'occasion des nuits spéciales Halloween du Magic Kingdom, les Mickey's Not-So-Scary Halloween Party. Cette déclinaison comporte plus de souhaits de vilains et reprend la musique de l'attraction Haunted Mansion.

#### Holiday Wishes

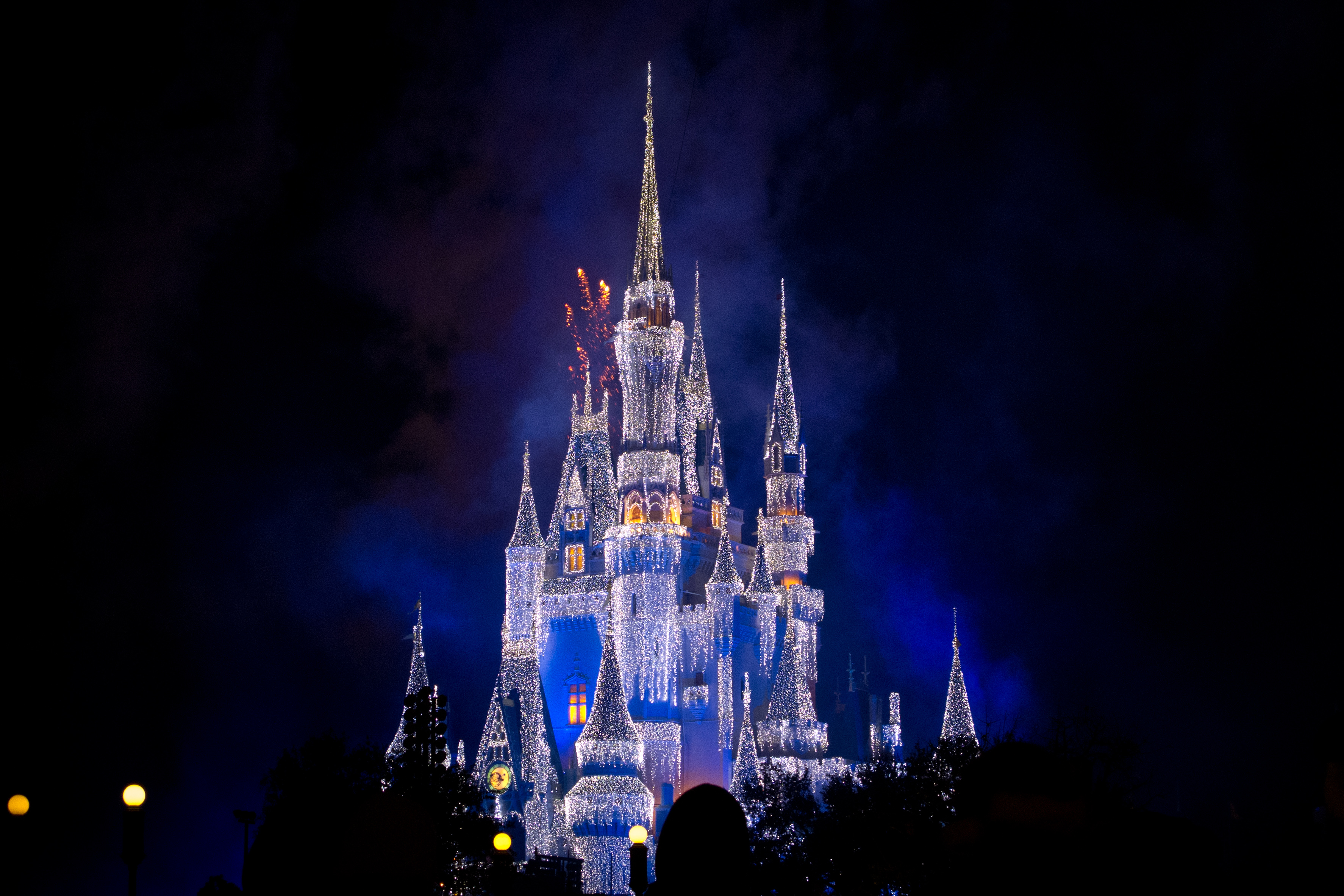
Chateau de Cendrillon lors du spectacle Holiday Wishes

Cette version nommée Holiday Wishes: Celebrate the Spirit of the Season remplace Wishes durant la période de Noël lors des nuits spéciales du Magic Kingdom, les Mickey's Very Merry Christmas Party. Cette déclinaison comporte des musiques et chants de noël ainsi que des feux d'artifice verts, blanc et rouges. de plus lors du final, la musique s'arrête pour un lancement de neige artificielle depuis les toits de Main Street, USA, effets similaire à la version Believe... in Holiday Magic du spectacle Believe de Disneyland.

### Parc Disneyland
La première représentation du spectacle en France a eu lieu le 16 juillet 2005 pour la cérémonie Happiest Homecoming on Earth, donnée à l'occasion du 50e anniversaire de Disneyland. Elle prend le même nom, la même musique et le même concept mais n'est pas une copie conforme de celle du Magic Kingdom. À cela, il existe trois principales raisons : le château de la Belle au Bois Dormant n'a pas la largeur de celui de Cendrillon, le texte devait inclure des paroles en français et la version a un budget plus serré.
Le spectacle a été mis à jour le 15 juillet 2006 avec de nouveaux effets spéciaux. La version française est plus courte que la version américaine. Elle ne comprend pas la section sur Hercule, ni celle des princesses de Disney. La majeure partie du texte de Jiminy Criquet a été remplacée par une version en français dite par la Fée Bleue.
- Représentations:
  - 16 juillet 2005 au 28 août 2005
  - 15 juillet 2006 au 27 août 2006
  - 15 juillet 2007 au 26 août 2007
- Mise à jour : 15 juillet 2006
- Conception : Walt Disney Creative Entertainment
- Spectacle précédent :  Les Feux de la Fée Clochette
- Spectacle suivant : Les Feux Enchantés